# Wiaczesław Sirotin
Wiaczesław Fiodorowicz Sirotin (ros. Вячеслав Фёдорович Сиротин, ur. 9 września?/22 września 1913 w Petersburgu, zm. 7 sierpnia 1948 w Kraju Nadmorskim) – radziecki lotnik wojskowy, major, Bohater Związku Radzieckiego (1945).

## Życiorys
Skończył 7 klas niepełnej szkoły średniej, pracował jako tokarz, w 1934 został powołany do Armii Czerwonej, w 1937 ukończył wojskową szkołę lotniczą w Charkowie. Od 22 czerwca 1941 jako zastępca dowódcy eskadry 123 pułku lotnictwa myśliwskiego w stopniu starszego politruka uczestniczył w wojnie z Niemcami na Froncie Zachodnim, 23 czerwca odniósł swoje pierwsze zwycięstwo, do października 1941 wykonał 30 lotów bojowych, odnosząc 6 zwycięstw. 25 czerwca 1941 został ranny w walce powietrznej nad Słuckiem, gdzie zestrzelił bombowiec i myśliwiec wroga. Później brał udział w obronie Leningradu i Kronsztadu, 11 października 1941 został ponownie ranny i zmuszony do wylądowania, po czym trafił do szpitala. Od kwietnia 1942 do 1943 służył w 238 pułku lotnictwa myśliwskiego 239 Dywizji Lotniczej 7 Armii Powietrznej Frontu Północno-Zachodniego, później w 17 pułku lotnictwa myśliwskiego, z którym od 22 czerwca 1944 walczył na 1 Froncie Nadbałtyckim i potem 3 Białoruskim jako pomocnik dowódcy pułku, biorąc udział m.in. w operacji nadbałtyckiej, operacji wschodniopruskiej i zemlandzkiej. Łącznie podczas wojny z Niemcami wykonał 310 lotów bojowych i stoczył 72 walki powietrzne, strącając osobiście 21 samolotów wroga. W sierpniu 1945 został dowódcą 17 pułku lotnictwa myśliwskiego 190 Dywizji Lotniczej 12 Armii Powietrznej na Froncie Zabajkalskim, biorąc udział w wojnie z Japonią w Mandżurii; wykonał wówczas 5 lotów bojowych i zestrzelił jeden japoński samolot. Po wojnie nadal dowodził pułkiem, ulokowanym w miejscowości Chorol w Nadmorskim Okręgu Wojskowym (Kraj Nadmorski). Zginął w wypadku lotniczym.

## Odznaczenia
- Złota Gwiazda Bohatera Związku Radzieckiego (23 lutego 1945)
- Order Lenina (dwukrotnie, 1941 i 1945)
- Order Czerwonego Sztandaru (dwukrotnie, 1944 i 1945)
- Order Wojny Ojczyźnianej I klasy (1944)
- Order Czerwonej Gwiazdy (30 września 1945)
- Medal „Za zasługi bojowe”
- Medal „Za zwycięstwo nad Niemcami w Wielkiej Wojnie Ojczyźnianej 1941–1945”
- Medal „Za zwycięstwo nad Japonią”